# Cryptonympha tracheata
Cryptonympha tracheata — вид одноденок родини баетид (Baetidae). Описаний у 2018 році.

## Поширення
Ендемік Венесуели. Виявлений у гірських швидких струмках на схилах гори Серро-Дуїда на південному заході країни.

## Опис
Німфу нового виду можна легко відрізнити від інших видів роду за дуже довгими трахейними зябрами II—VII, що в 2,5 рази перевищують довжину кожного тергума, зябра I малі, майже половину довжини зябра IV і задній край терги з округлими шипами. Імаго невідомі.